# Egmont Hamelow
Egmont Hamelow (* 16. November 1963 in Wittstock/Dosse) ist ein deutscher Politiker (CDU).

## Leben
Von 1980 bis 1982 lernte er Agrotechniker/Mechanisator und arbeitete in der Landwirtschaft. Von 1986 bis 1993 war er Bürgermeister der Gemeinde Zaatzke, zuletzt ehrenamtlich. Er war ab 1992 verantwortlich für die Bildung des Amtes Heiligengrabe und arbeitete hier als Leiter des Hauptamtes und stellvertretender Amtsdirektor. Von 2000 an war Hamelow Amtsdirektor im Amt Heiligengrabe und wurde 2003 aufgrund der Gemeindegebietsreform Bürgermeister der Gemeinde Heiligengrabe. Im Jahr 2007 wählte ihn der Kreistag Ostprignitz-Ruppin zum Ersten Beigeordneten. In dieser Eigenschaft vertrat er den Landkreis im Tourismusverband Ruppiner Land und der Regionalen Planungsgemeinschaft Oberhavel-Ostprignitz-Ruppin.
Im Jahr 1986 begann er ein Studium der Staatswissenschaften mit dem Abschluss als Diplom-Verwaltungswirt (FH).
Anfang 2010 trat er als Kandidat der CDU zur Wahl des Landrats von Ostprignitz-Ruppin an. Nachdem die Direktwahl am Quorum gescheitert war, unterlag er im Kreistag dem damals parteilosen Kandidaten der SPD, Ralf Reinhardt.
Seit August 2010 ist Hamelow Erster Beigeordneter, Stellvertreter des Landrates und Dezernent für Bauen, Wirtschaft und Verkehr im Landkreis Oberhavel. Mit dem Wechsel des gewählten Landrates Karl-Heinz Schröter in die Brandenburgische Landesregierung war Hamelow der amtierende Landrat bis zum Amtsantritt des gewählten Nachfolgers Ludger Weskamp (SPD) am 12. Juni 2015.
2018 versuchte er erneut, gegen den amtierenden Ostprignitz-Ruppiner Kreisverwaltungschef Ralf Reinhardt Landrat zu werden und war Kandidat eines Bündnisses von CDU, Linker, Kreisbauernverband und freien Wählergruppen, die zusammen im Kreistag über eine Mehrheit verfügten. Die Abstimmung scheiterte im letzten Wahlgang an einem Patt, so dass das Los entscheiden musste. Ralf Reinhardt gewann.
Hamelow ist Vater von drei erwachsenen Kindern.